# Río Feni
El río Feni  (en bengalí: ফেনী নদী Feni Nodi) es un corto río costero del Asia meridional, un curso de agua transfronterizo de la India y Bangladés que desagua en la bahía de Bengala.
El río nace en la India, en el distrito de Tripura meridional y serpentea a lo largo de 116 km sobre la frontera de India y Bangladés pasando por ambos países hasta desembocar en territorio de Bangladés, a 13 km al norte de la isla Sandwip, en la bahía de Bengala.
Los últimos 80 kilómetros hasta su desembocadura son navegables por embarcaciones pequeñas, aunque la conexión con la bahía de Bengala se perdió con la construcción de una represa en 1965. Esta obra forma parte de un proyecto de irrigación para las tierras agrícolas de la zona costera. La represa sirve para desviar el agua dulce y evitar que ingrese agua salada proveniente de la bahía de Bengala.
El río es objeto de una disputa entre India y Bangladés, en torno al régimen de utilización de agua y a problemas de erosión en la zona fronteriza.